# Liste des épisodes de Ben 10: Alien Force
 (mars 2025).
Si vous disposez d'ouvrages ou d'articles de référence ou si vous connaissez des sites web de qualité traitant du thème abordé ici, merci de compléter l'article en donnant les références utiles à sa vérifiabilité et en les liant à la section « Notes et références ».
Cet article recense la liste des épisodes de la série télévisée d'animation américaine Ben 10: Alien Force. Quarante-six épisodes ont été produits et diffusés, répartis en trois saisons.

## Résumé des saisons
| Saisons | Saisons | Épisodes | Première date de diffusion | Dernière date de diffusion | Les Antagonistes                      |
| ------- | ------- | -------- | -------------------------- | -------------------------- | ------------------------------------- |
|         | 1       | 13       | 25 août 2008               | 17 décembre 2008           | Les DNAliens ou Aliens ADN            |
|         | 2       | 13       | 6 décembre 2008            | 19 juillet 2009            | Les Commandants Suprêmes (HighBreeds) |
|         | 3       | 20       | 31 août 2009               | 25 mars 2010               | Vilgax                                |

## Liste des épisodes

### Première saison:Les DNAliens ou Aliens ADN(Septembre-Décembre2008)
1. Ben 10 le Retour - 1re partie
2. Ben 10 le Retour - 2e partie
3. Une météo pourrie
4. Kevin règle ses comptes
5. Tout ce qui brille
6. Adieu Max
7. Panique à la fête foraine
8. L'Héritière
9. Le Gant
10. Voyage au bout du temps
11. Opération dragon
12. SOS Plombiers
13. X = Ben + 2

### Deuxième saison:Le Recrutement d'une nouvelle équipe, le combat final des Commandants Suprêmes(Décembre2008-Juin2009)
1. La Relève
2. Seuls au monde
3. Le Double maléfique
4. Le Bal
5. Sous couverture
6. Projet animal de compagnie
7. La Punition
8. L'Être et le Néant
9. L'Infiltré
10. Mon semblable
11. Les Engloutis
12. La Guerre des mondes - 1re partie
13. La Guerre des mondes - 2e partie

### Troisième saison:Le Retour de Vilgax et la2emutationde Kevin(Septembre 2009-Juin 2010)
1. La Vengeance de Vilgax - 1re partie
2. La Vengeance de Vilgax - 2e partie
3. La Fournaise
4. La Règle d'or
5. L'Armistice
6. Les Rois de la récup
7. Séparator et l'Omnitrix
8. À court d'idée
9. Comme par enchantement
10. Ville fantôme
11. Le Marché
12. La Boîte infernale
13. La paix, mais à quel prix ?
14. Primus
15. Le temps guérit les blessures
16. Le Secret de Mégachrome
17. Travail d'équipe
18. Vendetta
19. La Bataille finale - 1re partie
20. La Bataille finale - 2e partie

## Film
- Ben 10: Alien Swarm (il s'agit d'un film live et non d'un film animé)